# Betula szaferi
Espèce
Statut de conservation UICN

 EW  : Éteint à l'état sauvage
Betula szaferi est une espèce de bouleau originaire de Pologne, considérée comme disparue à l'état naturel.